# بيفكي
بيوكي (Πεύκη، أو الصنوبر) هي ضاحية في منطقة شمال شرق أثينا، اليونان. منذ إصلاح الحكومة المحلية عام 2011 أصبحت جزءا من بلدية ليكوفريسي-بيفكي، وهي مقر وحدة البلدية.

## معرض صور

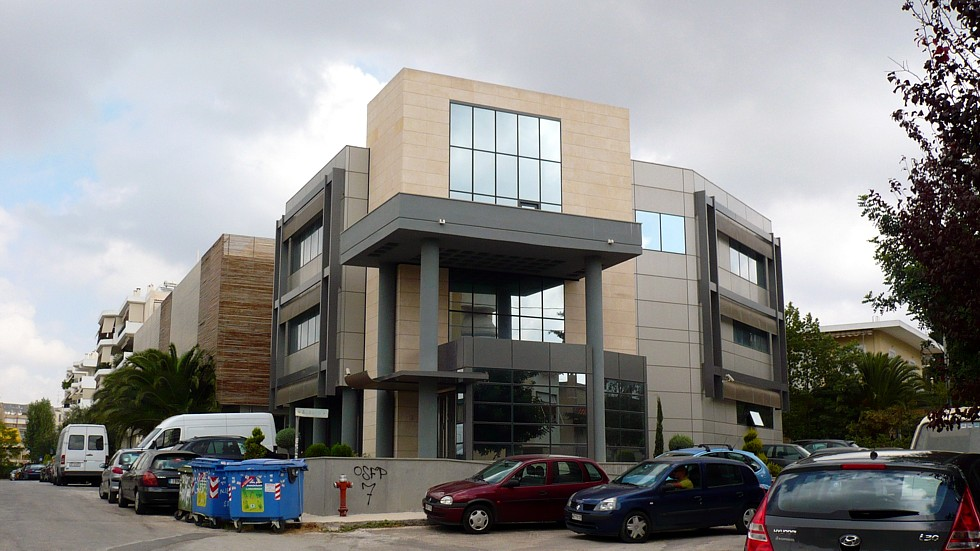
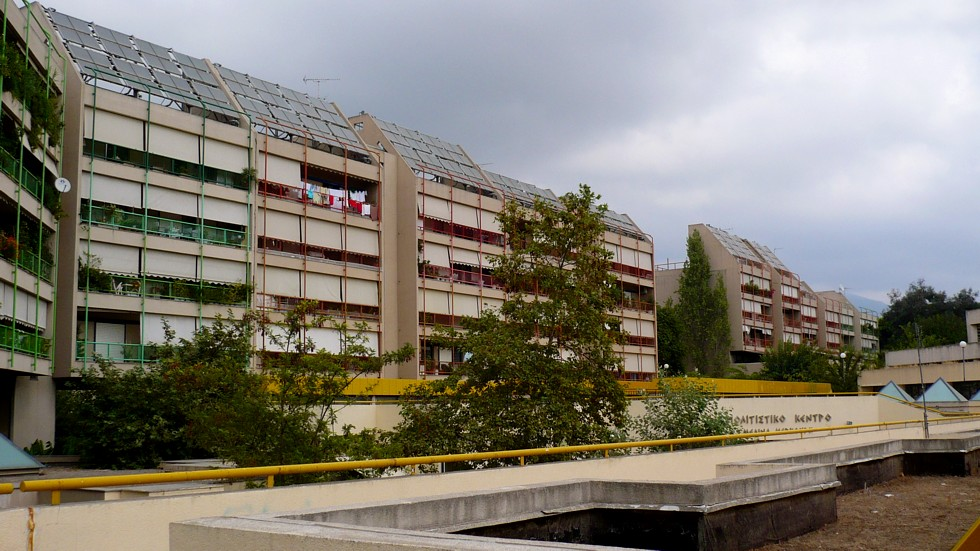
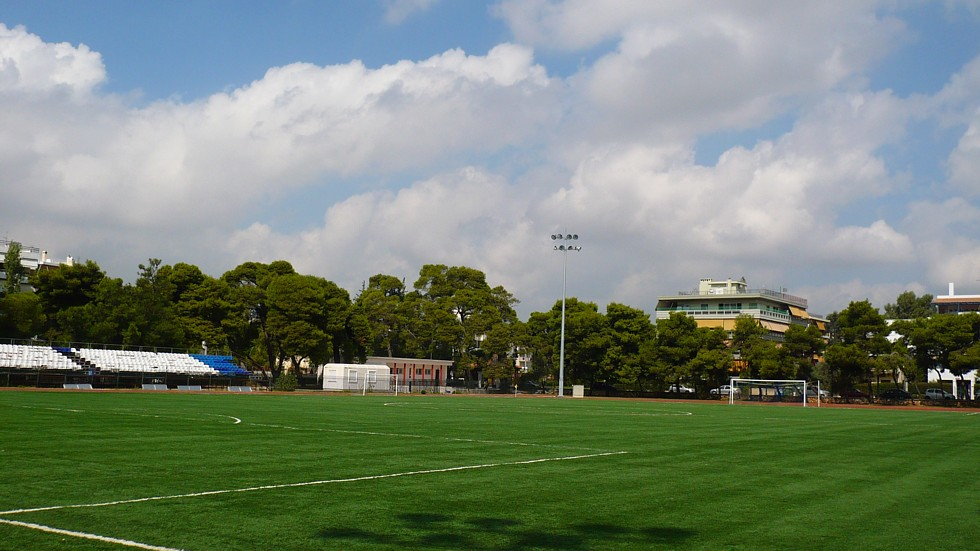